# Cosmosoma pseudothia
Cosmosoma pseudothia là một loài bướm đêm thuộc phân họ Arctiinae, họ Erebidae.